# Oseointegración
Es la disciplina odontológica que se dedica al reemplazo de piezas dentales mediante la colocación quirúrgica de un aditamento de titanio, que reemplaza la porción radicular de un diente para reponer en la zona afectada, los dientes perdidos.
La oseointegración es la conexión íntima, directa, funcional y mantenida en el tiempo, entre el hueso y un implante sometido o no, a carga. Hacía referencia, inicialmente, a la integración ósea de un implante dental descrita por el profesor P.I. Branemärk y ratificada en 1965 en la conferencia de Toronto, inaugurando así la era de la implantología dental contemporánea.
Actualmente el proceso de oseointegración no solo se lleva a cabo en piezas dentales, sino en aquellas áreas de personas que han perdido alguna de las extremidades, huesos maxilares, como soporte de aparatos auditivos externos o B.A.H.A., como tratamiento de reemplazo articular en pacientes con artritis reumatoide deformante o lupus eritematoso sistémico que haya atacado las articulaciones, entre muchos otros usos.
El implante, principalmente utilizado, es de titanio debido a su biocompatibilidad, resistencia y a que el óxido de titanio forma una capa inerte y altamente estable sobre la superficie del mismo. 
En un principio estos implantes eran de titanio comercialmente puro y de superficie maquinada(considerada lisa), desde finales de los años sesenta con la aparición de los implantes I.M.Z. (alemanes) ideados por el doctor Axel Kirsch se inició la era de los tratamientos de superficie en los implantes y que tiene por objetivo el aumentar el área de contacto entre el hueso y el implante acelerando la oseointegración y disminuyendo el tiempo de espera para la carga protésica.
El mejor exponente de esto es el implante Endopore cuya matriz tridimensional de titanio permite una gran adaptación del hueso y la carga del implante con relaciones corono-implante, muy desfavorable.
Existen además desde hace muchos años los implantes de cerámica de óxido de alumina (también ideados en Alemania) y que hoy están siendo reemplazados por los implantes de óxido de zirconio, estos se encuentran aún en etapa de desarrollo experimental.
Otra técnica usada en relación con la implantología oseointegrada es la Distracción ósea cuyas piezas son hechas principalmente de titanio o acero quirúrgico.